# Raad-500 (misil)
El misil Raad-500 (persa: موشک رعد ۵۰۰) es un misil balístico de corto alcance/misil balístico táctico fabricado por Irán que está equipado con un motor compuesto progresivo denominado "Zohair (persa:زهیر)". Raad-500 significa "Trueno 500", y ha sido diseñado con la mitad de peso que el anterior misil iraní (Fateh-110) cuyo cuerpo era de metal; mientras que el alcance de este nuevo misil balístico iraní aumentó doscientos kilómetros más que el Fateh-110), y su alcance final es de 500 kilómetros.
El Raad-500 es significativamente más corto que su predecesor (7,61 m frente a 8,86 m) pero, según se informa, puede alcanzar los 500 km. Su ojiva es más pequeña pero aún poderosa y está diseñada para separarse en la fase inicial de mitad de camino, lo que hace que sea más difícil de detectar, rastrear e interceptar que los misiles monocasco como el Fateh-110, o aquellos con ojivas que se separan en la fase terminal.